# Jean Renaux
Jean Renaux (né le 25 juin 1933 à Marseille et mort le 11 février 2018 dans la même ville) est un tireur sportif français. Il a participé aux Jeux olympiques d'été de 1960 et de 1964,.